# زنينة
زُنَيْنَة (الاسم العلمي: Pseudocercospora)، جنس فطور مجهرية من الفطريات الزقية وفصيلة ميكوسفارليات.
أنواعه من مسببات الأمراض النباتية. الجنس الموزع على نطاق واسع يحتوي على أكثر من 1100 نوع، تتركز في الغالب في المناطق المدارية. وصف الجنس من قبل عالم النبات الإيطالي الأرجنتيني كارلوس لويجي سباغازيني في عام 1910.